# Ben Viegers
Bernardus Petrus (Ben) Viegers (Den Haag, 17 december 1886 – Nunspeet, 8 oktober 1947) was een Nederlandse kunstschilder.

## Leven en werk
Viegers werd in 1886 in Den Haag geboren als zoon van de koetsier Petrus Jacobus Viegers en van Johanna Engelina Hulzing. Hij leerde de tekenkunst, verfmengen, decoreren en schilderen in de werkplaats van zijn opa van moederskant, een koetsenbouwer. In het cursusjaar 1903-1904 staat hij ingeschreven voor onderwijs 1e klasse van de dagopleiding van de Academie van Beeldende Kunsten in Den Haag. Charles Dankmeijer (1861-1923) was zijn vriend en leermeester. In 1907 neemt hij deel aan een expositie in Antwerpen en in 1910 zijn werken van zijn hand te zien op een tentoonstelling in Batavia (Nederlands-Indië). Vanaf 1921 is hij lid van de Haagse Kunstkring. Viegers had een breed werkterrein, hij schilderde en tekende bloemstillevens, bollenvelden, landschappen, tuinen, havengezichten, interieurs, marines, stadsgezichten, stillevens, strandgezichten en winterlandschappen.
In 1938 verhuisde hij met zijn echtgenote van Den Haag naar Nunspeet, waar zij gingen wonen in een verwaarloosd pand aan de Brinkersweg, dat hijzelf opknapte.
Samen met zijn goede vriend Henk van Leeuwen van Oudewater maakte hij een reis door Bretagne (regio); ze schilderden onder andere in het plaatsje Concarneau.
Aan het begin van de Tweede Wereldoorlog woonde hij in Castricum en verhuisde later naar Hilversum. In 1943 keerde hij weer terug naar Nunspeet.
Viegers was gehuwd met Josina Maria Jacobs. Hij overleed in oktober 1947 op 60-jarige leeftijd in zijn woonplaats Nunspeet. In deze plaats is een straat naar hem vernoemd.
In oktober 2014 werd het Noord-Veluws Museum in Nunspeet geopend met een expositie van Ben Viegers. Op de expositie zijn 130 werken van Ben Viegers te zien.
- Biografisch Portaal: 73334256
- Gemeinsame Normdatei: 129044687
- International Standard Name Identifier: 0000 0000 4903 3330
- Library of Congress Control Number: nr2003002283
- Nederlandse Thesaurus van Auteursnamen: 383033071
- RKD-Nederlands Instituut voor Kunstgeschiedenis: 80905
- Union List of Artist Names: 500178191
- Virtual International Authority File: 40444902
- WorldCat: E39PBJgcYCRrQdhQ8hd6ybrKBP